# El paraíso (film)
Pour les articles homonymes, voir El Paraíso.
Pour plus de détails, voir Fiche technique et Distribution.
El paraíso est un film noir italien réalisé par Enrico Maria Artale et sorti en 2023.
Il a été présenté pour la première fois dans la section Orizzonti de la 80e Mostra de Venise, où il a remporté les prix du meilleur scénario et de la meilleure actrice.

## Synopsis
Julio César et sa mère, immigrée colombienne, vivent chichement grâce au maigre salaire qu'ils reçoivent d'un trafiquant de drogue local. Cet équilibre fragile semble sur le point d'être rompu lorsque Inés, une femme également impliquée dans le trafic de drogue, fait son apparition.

## Fiche technique
- Titre original : El paraíso[2]
- Réalisateur : Enrico Maria Artale
- Scénario : Enrico Maria Artale
- Photographie : Francesco Di Giacomo
- Montage : Valeria Sapienza
- Musique : Emanuele de Raymondi
- Décors : Cinzia Iademarco
- Production : Carla Altieri, Morena Amato, Roberto De Paolis, Paolo Lucarini, Maurizio Milo, Andrea Paris, Matteo Rovere, Nathalia Varela Castillo
- Sociétés de production : Ascent Film, Rai Cinema, Young Films
- Pays de production :  Italie
- Langue originale : italien
- Format : couleurs
- Durée : 106 minutes
- Genre : film noir
- Dates de sortie :
  - Italie : 3 septembre 2023 (Mostra de Venise 2023) ; 16 mai 2024 (sortie nationale)

## Distribution
- Edoardo Pesce : Julio César
- Margarita Rosa de Francisco (es) : la mère de Julio
- Maria del Rosario (es) : Inès
- Gabriel Montesi (it) : le trafiquant de drogue.